# Luchthaven Astypalaia
Luchthaven Astypalaia (Grieks: Κρατικός Αερολιμένας Αστυπάλαιας), ook bekend als "Panaghia" Airport is een vliegveld op het Griekse eiland Astypalaia, in de eilandengroep Dodekanesos. Het vliegveld is gesitueerd vlak bij het plaatsje Analipsis, ongeveer 12 kilometer ten noordoosten van Astypalaia-stad.
De enige luchtvaartmaatschappij die op Astypalaia opereert is Olympic Air, die directe vluchten naar Athene en Leros verzorgt.
Passagiers per jaar - 10-jarig overzicht
| Jaar | Vluchten | Passagiers | Verandering passagiers |
| ---- | -------- | ---------- | ---------------------- |
| 2001 | 432      | 9,316      | -7.4%                  |
| 2002 | 528      | 10,431     | +12.0%                 |
| 2003 | 665      | 11,331     | +8.6%                  |
| 2004 | 694      | 12,580     | +11.0%                 |
| 2005 | 668      | 13,302     | +5.7%                  |
| 2006 | 1,072    | 15,923     | +19.7%                 |
| 2007 | 976      | 14,806     | -7.0%                  |
| 2008 | 700      | 15,137     | +2.2%                  |
| 2009 | 692      | 14,704     | -2.9%                  |
| 2010 | 740      | 13,609     | -7.4%                  |